# 김민철 (2000년)
김민철(2000년 9월 7일 ~ )은 대한민국의 배우이다.

## 드라마
- 《필수연애교양》 (tvN, 2019년) - 임하준 역
- 《좋아하면 울리는》 (Netflix, 2019년)
- 《다시 만난 너》 (Playlist, 2019년) - 이유재 역
- 《날 녹여주오》 (tvN, 2019년) - 조교 역
- 《아이돌X실종사건》 (스튜디오 오르카, 2019년) - 아이돌 X 역
- 《청춘기록》 (TvN, 2020년) - 치영 역
- 《솔로 말고 멜로》 (네이버 TV, 2020년) - 강준우 역
- 《리플레이》 (네이버 TV, 2021년) - 공찬영 역
- 《엉클》 (TV조선, 2021년) - 장도경 역
- 《드라마 스페셜 - 프리즘》 (KBS2, 2022년) - 최낙현 역
- 《형사록》 (Disney+, 2022년) - 젊은 국진한 역
- 《일타 스캔들》 (tvN, 2023년) - 젊은 최치열 역
- 《방과 후 전쟁활동》 (TVING, 2023년) - 도수철 역
- 《웰컴투 삼달리》 (JTBC, 2023년) - 공지찬 역
- 《하이라키》 (넷플릭스, 2024년) - 강인한 역
- 《종말의 바보》 (Netflix, 2024년) - 나현재 역
- 《바니와 오빠들》 (MBC, 2025년) - 이동하 역

## 영화
- 《돌아와요 부산항애》 (2018년) - 어린 태주 역
- 《리플레이 : 다시 시작되는 순간》 (2021년) - 공찬영 역
- 《늑대사냥》 (2022년) - 조직원(최석진) 역
- 《만인의 연인》 (2022년) - 강우 역
- 《전,란》 (2024년) - 어린 광해군 역